# میکیتا هربنشچیکوف
میکیتا هربنشچیکوف (اوکراینی: Микита Вікторович Гребенщиков؛ زادهٔ ۲۹ مارس ۲۰۰۴) بازیکن فوتبال اهل اوکراین است.